# Аммосов, Пётр Револьдович
Пётр Револьдович Аммосов (родился 22 сентября 1966, Якутск, Якутская АССР, РСФСР, СССР) — российский политический деятель, член КПРФ, депутат Государственного собрания Республики Саха в 2013—2021 годах. Депутат Государственной Думы VIII созыва с 2021 года. Член комитета Государственной Думы по транспорту и развитию транспортной инфраструктуры.

## Биография
Пётр Аммосов родился в 1966 году в Якутске. После школы он работал в совхозе имени Партизана Заболоцкого (1983—1984), служил в армии (1984—1987), затем вернулся в совхоз. В 1990—1993 годах работал машинистом-экскаваторщиком Усть-Алданского дорожно-строительного участка, в 1993 году стал специалистом первой категории спецземгруппы Усть-Алданского района, в 1995 — ведущим специалистом Усть-Алданского улускомзема. В 1996—1999 годах руководил Верхнеколымским улускомземом. В 2001—2004 годах был ведущим специалистом Комитета по земельным ресурсам и землеустройству по Якутии.
В 2013—2021 годах Аммосов был народным депутатом Республики Саха (Якутия) от КПРФ. В 2014 году он стал секретарём республиканского комитета этой партии, в 2016 — секретарём по идеологии. В 2021 году был избран депутатом Государственной Думы VIII созыва.
Из-за вторжения России на Украину находится под международными санкциями Евросоюза, США, Великобритании и ряда других стран.